# オーウェン・ロー・オニール

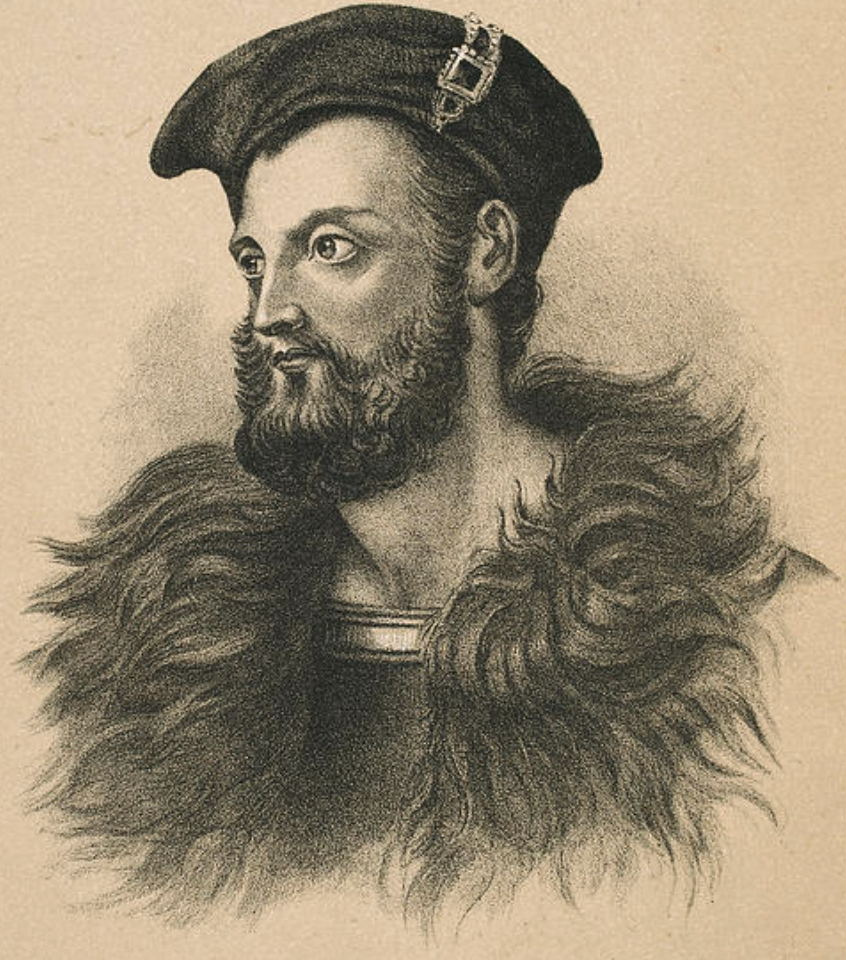
オーウェン・ロー・オニール

オーウェン・ロー・オニール（アイルランド語：Eoghan Ruadh Ó Néill, 英語：Owen Roe O'Neill, 1585年頃 - 1649年11月6日）は、清教徒革命（イングランド内戦・三王国戦争）期のアイルランドの軍人。オニール族出身で、アイルランド九年戦争の首謀者のティロン伯ヒュー・オニールの甥に当たる。
大陸で軍人として過ごし、アイルランド反乱でイングランドに反乱を起こしたアイルランドへ帰国、アイルランド・カトリック同盟の指揮官の1人としてアイルランド同盟戦争を戦った。

## 生涯
ティロン伯ヒュー・オニールの兄弟アート・マックバロン・オニールの庶子として誕生。スペイン軍に入りネーデルラントで戦い、軍事経験を積んでいった。1642年7月にアイルランド北部アルスターのドニゴール県スウィリー湾に上陸、アイルランド・カトリック同盟の最高会議から同族のフェリム・オニールに代わり、アルスターのカトリック軍司令官に任命された。同時期に東部のレンスターでオーウェンと同じくスペイン軍人のアイルランド人トマス・プレストンが上陸、やはりアイルランド同盟によりレンスター司令官に任命され、両者は対立しながら同盟軍を率いていくことになった。
アイルランド同盟戦争はイングランド王党派とスコットランド軍、アイルランド同盟軍が対峙していたが、双方共にアイルランド全土を平定出来なかった。ダブリンのオーモンド侯ジェームズ・バトラーの軍を始めとする王党派は拠点防衛で果敢に抵抗したが同盟軍の襲撃・略奪まで防げず、一方の同盟軍も王党派拠点を孤立させることが出来ても奪い取れず、戦線は膠着状態に陥った。プレストンは1643年3月にオーモンド侯に敗れレンスターは同盟軍が劣勢になり、オーウェンも同年7月にスコットランド軍の対峙を避けて西部のコノートへ撤退する有様で、王党派と同盟は交渉で休戦・和睦を考えるようになっていった。
それからオーウェンはしばらくアルスターで逼塞していたが、1646年に和睦交渉破棄を目論む強硬派でローマ教皇インノケンティウス10世の特使ジョヴァンニ・バッティスタ・リヌチーニに勧められ挙兵、6月5日のベンバーブの戦いでスコットランド軍の半数を討ち取る大勝利を飾った。戦後9月にリヌチーニを護衛しキルケニーへ入ると、リヌチーニはオーウェンの軍事力を背景にクーデターを敢行して最高会議の和平派を追放、彼等がオーモンド侯と結んだ和睦条約を破棄、同盟を強硬路線に転換した。オーウェンはプレストンと共に王党派のオーモンド侯が籠るダブリンへ進軍したが、プレストンとの対立を引きずり11月に入るとダブリンから撤退、プレストンもオーモンド侯と和睦してオーウェン攻撃を図り、和睦交渉とクーデターで和平派と強硬派に分裂した同盟は更に深刻な状況に追い込まれていった。
1648年に入るとリヌチーニに反発した最高会議からアルスター司令官を解任され、1649年2月に孤立したリヌチーニがアイルランドを去りオーウェンの立場も悪化、アルスターで独立を維持すべく、かつての敵だったオーモンド侯からの和平を拒否、イングランドから派遣された議会派の司令官ジョージ・マンクと1649年5月8日に中立協定を結び、8月まで中立を保った。同月に議会派司令官オリバー・クロムウェルがニューモデル軍を率いてアイルランド侵略を開始、オーモンド侯ら王党派や同盟がクロムウェルに蹴散らされていく中、11月6日に死去。甥のヒュー・ダブ・オニールが軍の指揮を継いだが、1650年4月から5月のクロンメル包囲戦でクロムウェルに敗れ、アイルランド全土もクロムウェルに代わりニューモデル軍を率いたヘンリー・アイアトン、チャールズ・フリートウッド、エドマンド・ラドローらに平定された。